# Lincoln (Illinois)
Lincoln település az Amerikai Egyesült Államok Illinois államában, Logan megyében, melynek megyeszékhelye is. Lakosainak száma 13 288 fő (2020. április 1.).

## Népesség
A település népességének változása:

| 2010 | 14 504 |
| 2020 | 13 288 |